# Hoa Phong
Hoa Phong (giản thể: 华丰; phồn thể: 華豐; 25 tháng 12 năm 1804 – 23 tháng 1 năm 1870) là một tông thất nhà Thanh trong lịch sử Trung Quốc, người thừa kế 1 trong 12 tước vị Thiết mạo tử vương. Trong suốt những năm Hàm Phong và Đồng Trị, ông liên tiếp đảm nhiệm nhiều chức vụ cao trong hàng ngũ tông thất cũng như quan viên như Đô thống các kỳ, Lĩnh thị vệ Nội đại thần, Tông lệnh Tông Nhân phủ. Nhưng đến cuối đời, ông lại bị cách hết các chức vụ vì xung đột với hoàng đế và qua đời không lâu sau đó.

## Cuộc đời
Hoa Phong sinh vào giờ Tuất ngày 10 tháng 11 (âm lịch) năm Gia Khánh thứ 9 (1804) trong gia tộc Ái Tân Giác La. Ông là con trai thứ ba của Túc Thận Thân vương Kính Mẫn, mẹ ông là Trắc Phúc tấn Lãng Giai thị (郎佳氏). Tháng 12 năm Đạo Quang thứ 4 (1824), ông được phong tước Nhị đẳng Trấn quốc Tướng quân. Tháng 11 năm 1829, khi dừng chân ở Thịnh Kinh sau khi tế tổ ở Tam lăng, Đạo Quang đã ra chiếu phong tước hàng loạt cho hậu duệ của các vương khai quốc, trong đó Hoa Phong được phong Bất nhập bát phân Phụ quốc công, đồng thời nhậm chức Tam đẳng Thị vệ. Đến năm 1848, nhân dịp Nguyên Đán, Đạo Quang tiếp tục gia phong cho các tông thất, Hoa Phong nhậm chức Tán trật đại thần.

### Thời Hàm Phong
Tháng giêng năm Hàm Phong thứ 2 (1852), Trát Lạp Phân được điều làm Phó đô thống Mãn Châu Tương Hồng kỳ, Hoa Phong lúc bấy giờ là Tán trật đại thần được bổ nhiệm làm Phó đô thống Hán quân Tương Hồng kỳ thay cho Trát Lạp Phân. Tháng 9 cùng năm, ông thay quyền Hộ quân Thống lĩnh của Chính Hoàng kỳ, cha ông cũng qua đời vì tuổi cao và bệnh nặng.. Đến tháng giêng năm sau, ông thừa kế tước vị Túc Thân vương, trở thành Túc Thân vương đời thứ 8. Tháng giêng năm 1854, ông được chọn làm Tổng tộc trưởng của Tương Bạch kỳ. Một năm sau, ông được thăng làm Đô thống Hán quân Chính Lam kỳ vào tháng giêng và thay quyền Đô thống Mông Cổ Chính Hồng kỳ vào tháng 2. Tháng 9 cùng năm, ông được bổ nhiệm làm Kê tra Đàn miếu Đại thần, chịu trách nhiệm kiểm kê tra xét các đàn tế lễ, miếu thờ. Năm 1856, ông tiếp tục giữ chức Đô thống Hán quân Chính Lam kỳ nhưng kiêm thêm nhiệm vụ thay quyền Đô thống Mông Cổ Chính Bạch kỳ, đồng thời nhậm chức Nội đại thần. Tháng 3 năm 1857, ông được phong làm Duyệt binh Đại thần (閱兵大臣). Đến tháng 8 năm 1858 thì được bổ nhiệm làm Tương Hoàng kỳ Lĩnh thị vệ Nội đại thần, đồng thời thay quyền Đô thống Mông Cổ Chính Hoàng kỳ, và quản lý Giác La học của Tương Lam Kỳ. Tháng 8 năm 1860, ông được bổ nhiệm làm Sùng Văn môn Chính giám sát (崇文門正监督). Đến tháng giêng năm sau, ông lại được điều làm Chính Hoàng kỳ Lĩnh thị vệ Nội đại thần.

### Thời Đồng Trị
Tháng 7 năm 1861, Hàm Phong qua đời, Đồng Trị kế vị. Tháng 10 năm đó, triều đình nhà Thanh phái quan viên, tông thất thực hiện tế lễ hàng loạt các tông miếu, lăng tẩm, đồng thời tiến hành điều động nhiều chức vụ trong triều đình. Cùng với Tông lệnh là Cung Thân vương Dịch Hân, Hoa Phong được bổ nhiệm làm Hữu Tông chính của Tông Nhân phủ, đồng thời điều từ Chính Hoàng kỳ sang Tương Hoàng kỳ đảm nhiệm Lĩnh thị vệ Nội đại thần. Trước đó vào tháng 9, Lưỡng cung Thái hậu Từ An và Từ Hi cùng Cung Thân vương Dịch Hân đã tiến hành chính biến thành công, Tái Viên, Đoan Hoa, Túc Thuận đều bị bắt giam, đến nay thì bị khép vào tội đại nghịch, xử tử. Sau khi chiếu chỉ được đưa ra, Hoa Phong và Hình bộ Thượng thư Miên Sâm được phái đến phòng giam của Tông Nhân phủ truyền lệnh buộc Tái Viên và Đoan Hoa tự vẫn. Tháng 2 năm 1862, năm đầu tiên của niên hiệu Đồng Trị, Hoa Phong được chọn thay mặt hành lễ trong tiết Xuân phân. Cũng trong năm này, triều đình nhà Thanh tổ chữ kỳ thi võ. Trước khi khoa thi diễn ra, Hoa Phong được lệnh cùng với Đô sát viện Tả đô Ngự sử Tái Linh và Đô thống Xuân Hữu tiến hành xét duyệt lại cách thức thi và chấm đỗ các hạng mục trong võ cử.
Trong số đông đảo các nhánh tông thất nhà Thanh truyền thừa từ Nỗ Nhĩ Cáp Xích đến Đồng Trị, có hai nhánh có địa vị tương đối đặc thù là Lễ Thân vương và Túc Thân vương. Thủy tổ của hai nhánh này là Đại Thiện và Hào Cách lần lượt là đích trưởng tử của Nỗ Nhĩ Cáp Xích và Hoàng Thái Cực, tục xưng là chi trưởng. Là hậu duệ và là người thừa kế tước vị Túc Thân vương, địa vị của Hoa Phong được xem là tương đối cao về mặt tông pháp trong hoàng thất thời bấy giờ. Trong suốt những năm đầu Đồng Trị, cùng với Cung Thân vương Dịch Hân và Đôn Thân vương Dịch Thông đều là con trai của Đạo Quang, Hoa Phong là một trong những tông thất thường xuyên được Hoàng đế và Lưỡng cung Thái hậu triệu kiến để nghe thảo luận cũng như thay mặt hoàng thất đảm nhiệm việc tế lễ, thắp hương tại các chùa miếu, lăng tẩm. Tháng 10 năm 1864, ông được điều làm Tả Tông chính, thay vị trí Hữu Tông chính của ông là Lễ Thân vương Thế Đạc. Tháng 3 năm 1865, ông chính thức được bổ nhiệm làm Tông lệnh, trở thành người đứng đầu Tông Nhân phủ. Một tháng sau thì ông kiêm nhiệm thêm việc quản lý Tân cựu Doanh phòng của Chính Lam kỳ. Nhưng đảm nhiệm chức vụ chưa tròn 3 tháng thì ông bị cách chức Lĩnh thị vệ Nội đại thần và Tông lệnh vì bị buộc tội lơ là chính sự, các chức vụ khác vẫn tiếp tục.
Tháng 9 cùng năm, ông được giao nhiệm vụ tạm quản lý sự vụ Võ Bị viện, thay quyền Đô thống Mãn Châu Chính Lam kỳ. Không lâu sau, Đồng Trị theo hầu Lưỡng cung Thái hậu rời kinh, Hoa Phong cùng Đại học sĩ Cổ Trinh, Uy Nhân và Thượng thư Văn Tường được lệnh ở lại kinh thành thay phiên xử lý chính sự. Tháng 9 năm 1866, ông một lần nữa được bổ nhiệm làm Kê tra Đàn miếu Đại thần. Tháng 6 năm 1868, từ Đô thống Hán quân Chính Lam kỳ, Hoa Phong được điều làm Đô thống Mãn Châu Tương Hồng kỳ. Đến tháng 11 cùng năm, ông được giao thay quyền Tương Hoàng kỳ Lĩnh thị vệ Nội đại thần. Năm thứ 8 (1869), tháng 9, vì muốn chế tạo hỏa dược nên triều đình chiếm dụng Túc vương phủ làm nơi nghiên cứu và sản xuất. Ông cực lực kháng cự, nhưng lại bị Hoàng Đế hạ chiếu trách phạt không biết đại thể, liền bãi miễn hết chức vụ của ông.

## Qua đời và an táng
Ngày 22 tháng 12 (âm lịch) năm 1869, ông qua đời, thọ 66 tuổi, được truy thụy Túc Khác Thân vương (肃恪親王). Ông có tất cả 13 con trai và 19 con gái, trong đó con gái thứ 14 và 17 đều cùng gả cho Đa La Đặc Sắc Lăng, A Lạp Thiện kỳ Trát Tát Khắc Thân vương đời thứ 8. Con trai thứ 3 là Long Cần thừa kế tước vị Túc Thân vương. Sau khi qua đời, ông được chôn cất tại viên tẩm phía tây thôn Vạn Tử Doanh. Viên tẩm được xây dựng quay mặt về hướng Bắc, từ Bắc đến Nam các kiến trúc lần lượt là lầu bia, cổng chính và tường vây, bên trong tường vây là hưởng điện rộng 3 gian, hai bên hưởng điện là hai phiến cửa hông quay về hai hướng Đông Tây. Phía sau hưởng điện là nguyệt đài, trên đó có 3 ngôi mộ bao gồm Hoa Phong ở chính giữa, hai bên là Đích phúc tấn và một vị Trắc Phúc tấn. Khu viên tẩm bị khai quật và đào trộm vào những năm 40 của thế kỷ 20, đến nay chỉ còn lại chân tấm bia đá và đầu Li.

## Gia quyến

### Thê thiếp
- Đích Phúc tấn: Hách Xá Lý thị (赫舍里氏), con gái của Viên ngoại lang Phúc Khắc Tinh Ngạch (福克精额), qua đời năm 1854 dưới triều Hàm Phong.
- Trắc Phúc tấn: 
  - Ngô Giai thị (吴佳氏), con gái của Ngô Đắc Lâm (吴得林).
  - Trương Giai thị (张佳氏), con gái của Đạt Tường (来祥).
  - Mao Giai thị (毛佳氏), con gái của Thiện Lộc (善禄).
  - Hạ Giai thị (夏佳氏), con gái của Tam Bảo (三保).
  - Anh Giai thị (英佳氏), con gái của Anh Bình (英平).
- Thứ thiếp: 
  - Trương thị (张氏), con gái của Trương Tứ (张四).
  - Ngô thị (吴氏), con gái của Ngô Đức Hỉ (吴德喜).

### Hậu duệ

#### Con trai
1. Long Ân (隆恩; 1839 – 1842), mẹ là Đích Phúc tấn Hách Xá Lý thị, chết yểu.
2. Long Hoài (隆怀; 1840 – 1842), mẹ là Trắc Phúc tấn Mao Giai thị, chết yểu.
3. Long Cần (隆懃; 1840 – 1898), mẹ là Trắc Phúc tấn Ngô Giai thị. Năm 1869 được thế tập tước vị Túc Thân vương, sau khi qua đời được truy thụy Túc Lương Thân vương (肃良親王); có bốn con trai.
4. Long Ái (隆爱; 1842 – 1897), mẹ là Trắc Phúc tấn Ngô Giai thị, được phong làm Nhị đẳng Trấn quốc Tướng quân kiêm Nhất đẳng Tá lĩnh; có bốn con trai.
5. Long Đảo (隆焘; 1846 – 1848), mẹ là Thứ thiếp Trương thị, chết yểu.
6. Long Kỳ (隆耆; 1849 – 1851), mẹ là Thứ thiếp Trương thị, chết yểu.
7. Long Đa (隆多; 1849 – 1899), mẹ là Trắc Phúc tấn Trương Giai thị, vô tự.
8. Long Hòa (隆和; 1850 – 1854), mẹ là Thứ thiếp Ngô thị, chết yểu.
9. Long An (隆安; 1851 – 1855), mẹ là Thứ thiếp Ngô thị, chết yểu.
10. Long Phổ (隆普; 1855 – ?), mẹ là Trắc Phúc tấn Hạ Giai thị, được phong Nhị đẳng Trấn quốc Tướng quân; có hai con trai.
11. Long Giám (隆鉴; 1856 – ?), mẹ là Trắc Phúc tấn Anh Giai thị, được phong Nhị đẳng Trấn quốc Tướng quân; có một con trai.
12. Long Tuệ (隆慧; 1857 – 1900), mẹ là Trắc Phúc tấn Anh Giai thị, được phong Nhị đẳng Trấn quốc Tướng quân; có hai con trai.
13. Long Chí (隆志; 1859 – ?), mẹ là Trắc Phúc tấn Anh Giai thị, được phong Nhị đẳng Trấn quốc Tướng quân; có sáu con trai.

#### Con gái
1. Trưởng nữ (1826 – 1845), mẹ là Đích Phúc tấn Hách Xá Lý thị.
2. Con gái thứ 2 (1827 – 1829), mẹ là Đích Phúc tấn Hách Xá Lý thị, chết yểu.
3. Con gái thứ 3 (1830 – 1835), mẹ là Đích Phúc tấn Hách Xá Lý thị.
4. Con gái thứ 4 (1835 – 1846), mẹ là Đích Phúc tấn Hách Xá Lý thị.
5. Con gái thứ 5 (1835 – ?), mẹ là Trắc Phúc tấn Mao Giai thị.
6. Con gái thứ 6 (1836 – 1838), mẹ là Đích Phúc tấn Hách Xá Lý thị, chết yểu.
7. Con gái thứ 7 (1837 – 1838), mẹ là Đích Phúc tấn Hách Xá Lý thị, chết yểu.
8. Con gái thứ 8 (1838 – 1839), mẹ là Trắc Phúc tấn Ngô Giai thị, chết yểu.
9. Con gái thứ 9 (1841 – 1842), mẹ là Trắc Phúc tấn Ngô Giai thị, chết yểu.
10. Con gái thứ 10 (1844 – ?), mẹ là Trắc Phúc tấn Ngô Giai thị.
11. Con gái thứ 11 (1845 – 1846), mẹ là Trắc Phúc tấn Ngô Giai thị, chết yểu.
12. Con gái thứ 12 (1846 – ?), mẹ là Trắc Phúc tấn Ngô Giai thị. Tháng 4 năm 1868, kết hôn với Tượng Hàm thuộc Phí Mạc thị.
13. Con gái thứ 13 (1847 – 1848), mẹ là Trắc Phúc tấn Trương Giai thị, chết yểu.
14. Con gái thứ 14 (1847 – 1875), mẹ là Trắc Phúc tấn Trương Giai thị. Tháng 8 năm 1871, gả cho Đa La Đặc Sắc Lăng lúc bấy giờ đang mang tước công.[35][36] Nhưng kết hôn chỉ được 4 năm thì cách cách qua đời vào năm 1785.[37]
15. Con gái thứ 15 (1850 – ?), mẹ là Trắc Phúc tấn Trương Giai thị. Tháng 5 năm 1873, kết hôn với Thường Mục thuộc Thác Khắc Thác Mạc Thắc thị.
16. Con gái thứ 16 (1853 – ?), mẹ là Trắc Phúc tấn Trương Giai thị. Tháng giêng năm 1872, kết hôn với Viên ngoại lang Tùng Thọ thuộc Đông Giai thị.
17. Con gái thứ 17 (1858 – ?), mẹ là Trắc Phúc tấn Trương Giai thị. Tháng 12 năm 1878, gả cho Đa La Đặc Sắc Lăng lúc bấy giờ đã thừa kế tước vị A Lạp Thiện kỳ Trát Tát Khắc Thân vương.[37]
18. Con gái thứ 18 (1858 – 1871), mẹ là Thứ thiếp Ngô thị, mất sớm khi chưa thành hôn.
19. Con gái thứ 19 (1862 – ?), mẹ là Trắc Phúc tấn Anh Giai thị.